# Tiroler Landestheater Innsbruck

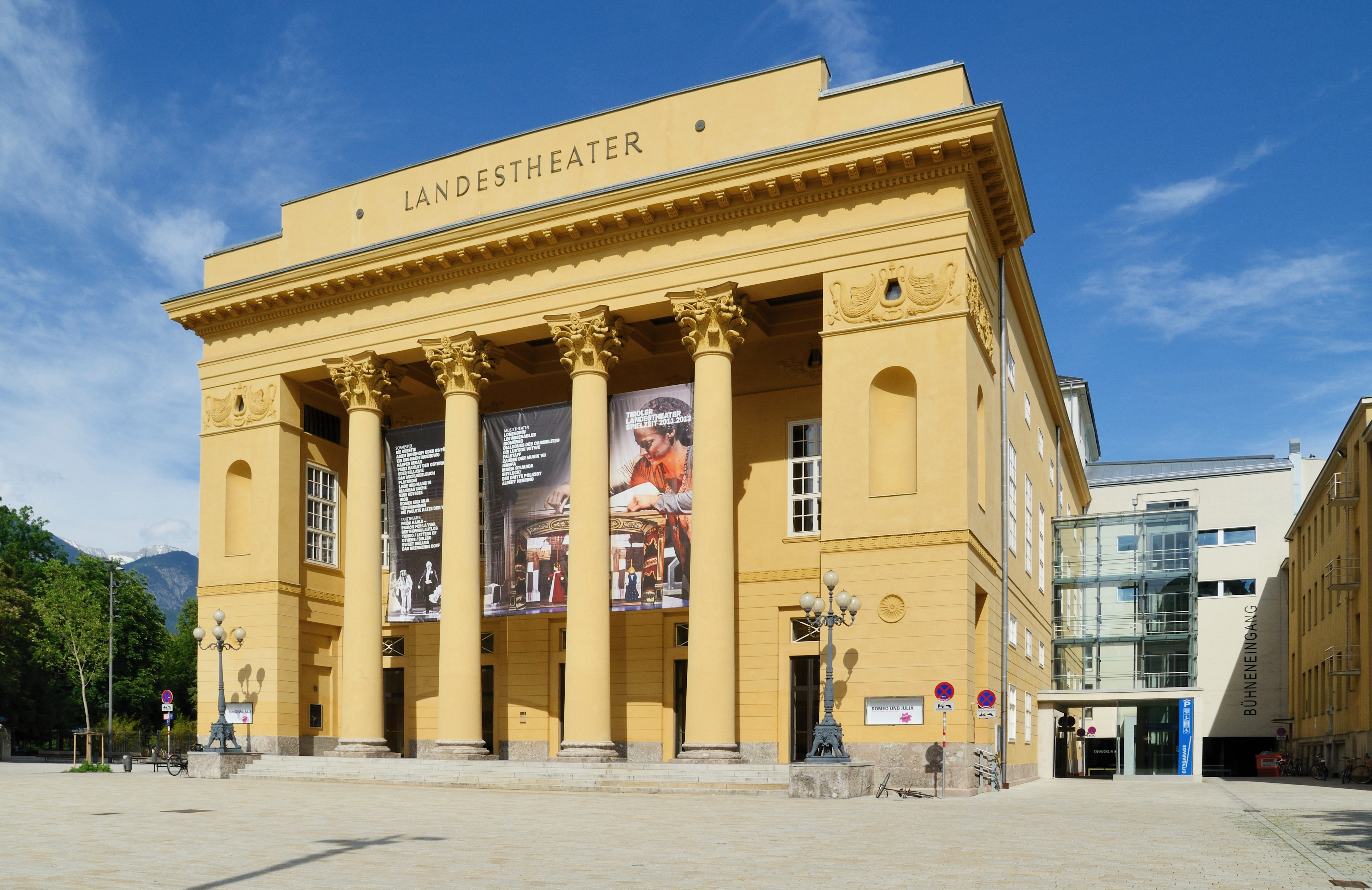
Landestheater

Tiroler Landestheater se află în Innsbruck, în imediata apropiere a centrului istoric  (Altstadt) al orașului, înconjurat de palatul Hofburg, grădina Hofgarten și Facultatea de Științe Sociale din cadrul Universității din Innbruck. Chiar lângă clădire se află Kammerspiele Innsbruck (Neuer Stadtsaal, fostul Casineum).
Sala mare are aproximativ 800 de locuri, iar sala studio din subsol aproximativ 250. În repertoriul teatrului sunt piese de teatru, musicaluri, spectacole de operă, operetă și de balet.

## Istoricul clădirii

### Vechile clădiri ale teatrului
Arhitectul Christoph Gumpp cel Tânăr a transformat în anul 1629 o clădire din Rennplatz într-o sală Comedihaus - sala mare de teatru a arhiducelui Leopold. În 1654 a fost inaugurată o nouă clădire construită de Christoph Gumpp pe cealaltă parte a străzii Rennweg, exact acolo unde se află astăzi clădirea Landestheater. Clădirea teatrului (Hoftheater) a fost renovată în 1765. În timpul scurtei ocupații bavareze din 1805, Teatrul din Innsbruck a fost purtat numele de Königlich bayrisches Hof-Nationaltheater. Clădirea a fost închisă în 1844 din cauza stadiului avansat de degradare. 

### Noul teatru de stat al Tirolului
O companie de teatru s-a constituit și a adus 40.000 de guldeni pentru construirea unei noi clădiri. Noua clădire a fost inaugurată în 1846. Ea a fost bombardată de forțele aliate în 1945. Innsbrucker Stadttheater a devenit în cele din urmă în anii 1945/1946 Tiroler Landestheater. În 1959 s-a deschis sala studio în subsolul Stadtsaalgebäudes. Clădirea Teatrului de Stat din Tirol (Sala Mare) a fost închisă în 1961 și reconstruită și extinsă considerabil în anii următori. Sala Mare a fost redeschisă în 1967. Sala studio aflată lângă ea a fost renovată în anii 1991/1992 și transformată într-un spațiu flexibil pentru activități teatrale.
În anul 2003 a fost finalizată sala de repetiții, proiectată de arhitecții Karl și Probst din München ca o extensie la Sala Mare. Cu cele trei săli de spectacole, Teatrul de Stat îndeplinește cerințele unei activități artistice moderne și sigure. Etapa finală a constituit-o renovarea fațadei Teatrului de Stat și reproiectarea pieței din fața clădirii.

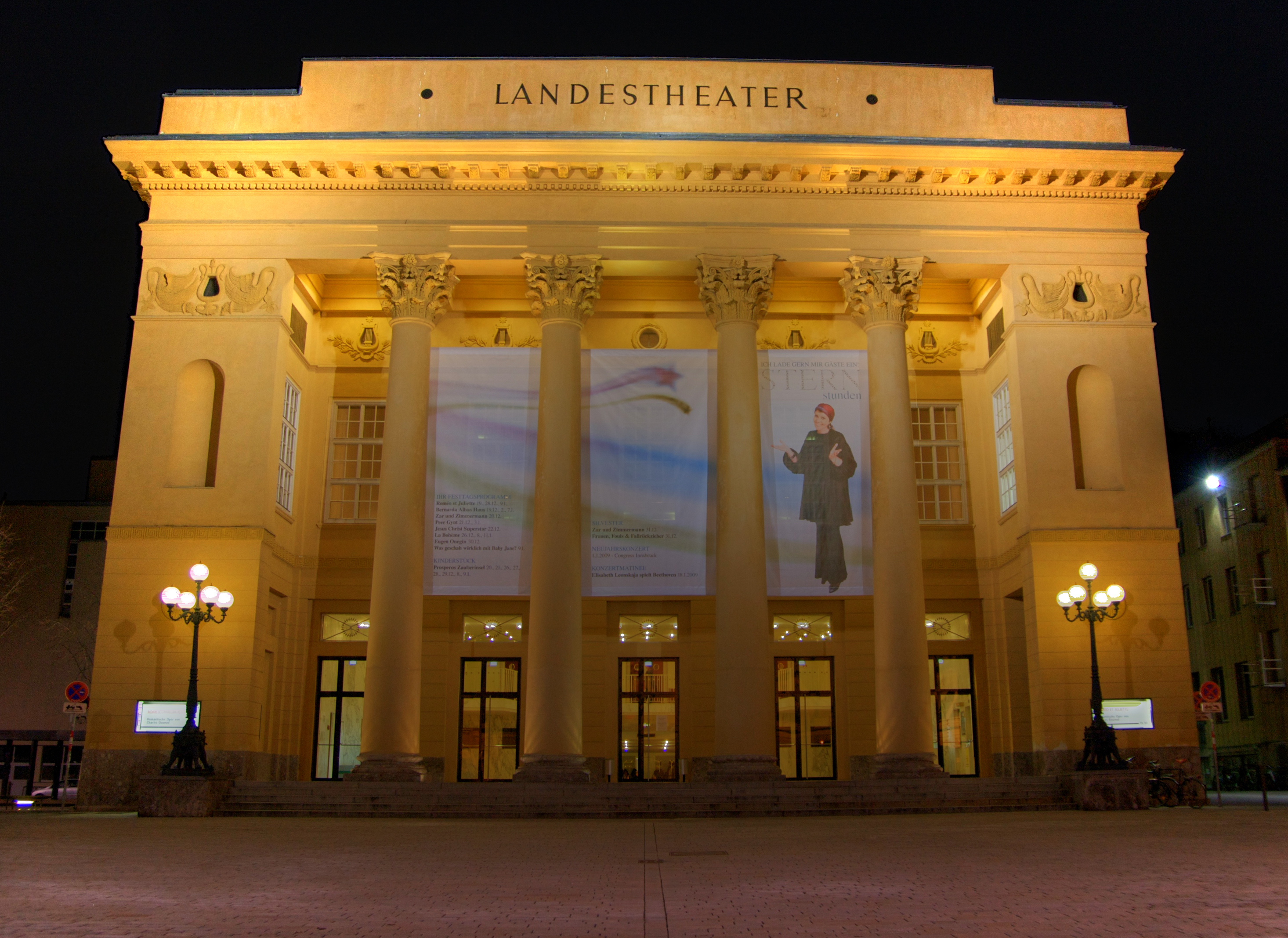
Tiroler Landestheater Innsbruck văzut noaptea
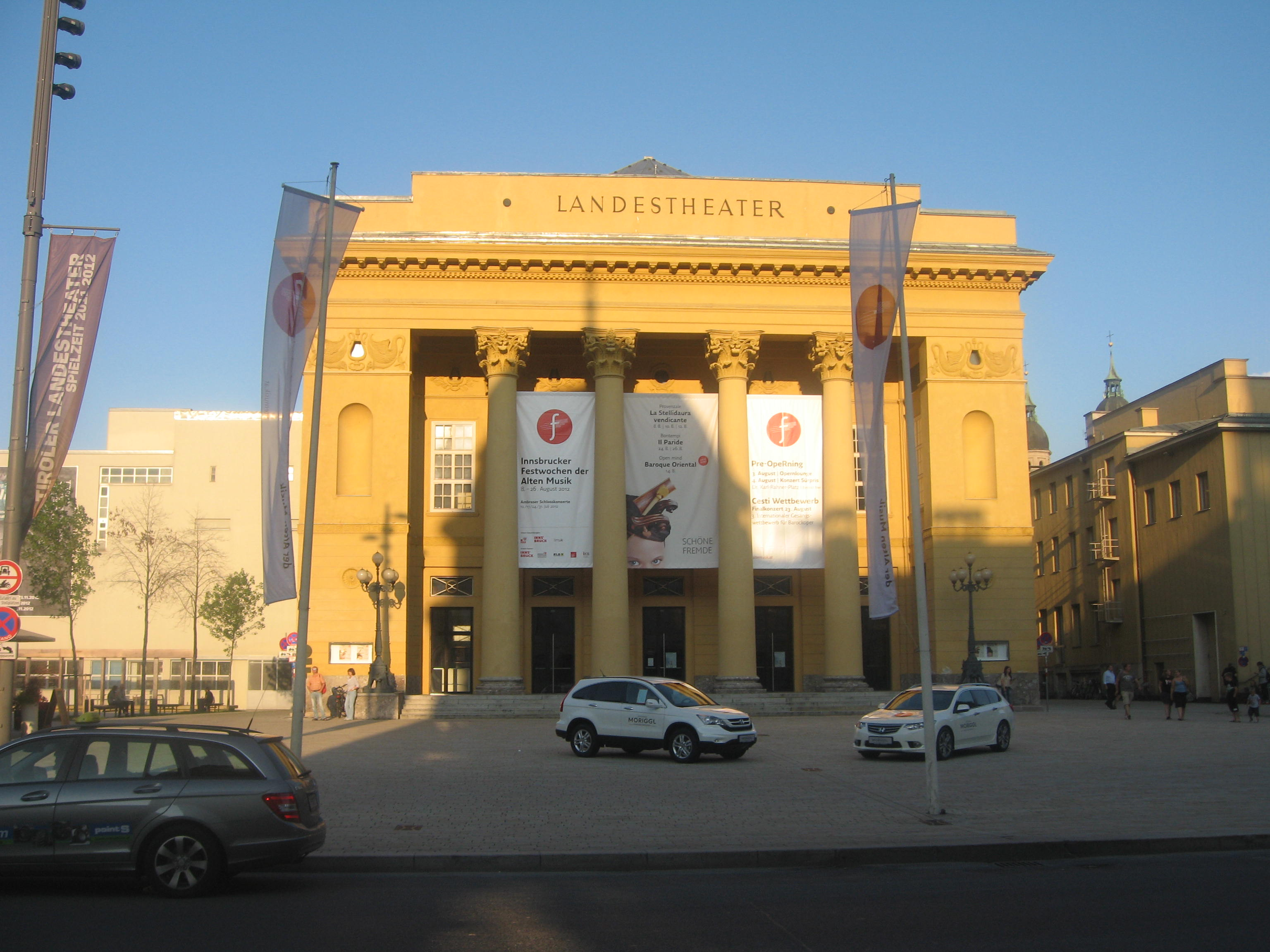
Sala mare, Tiroler Landestheater Innsbruck
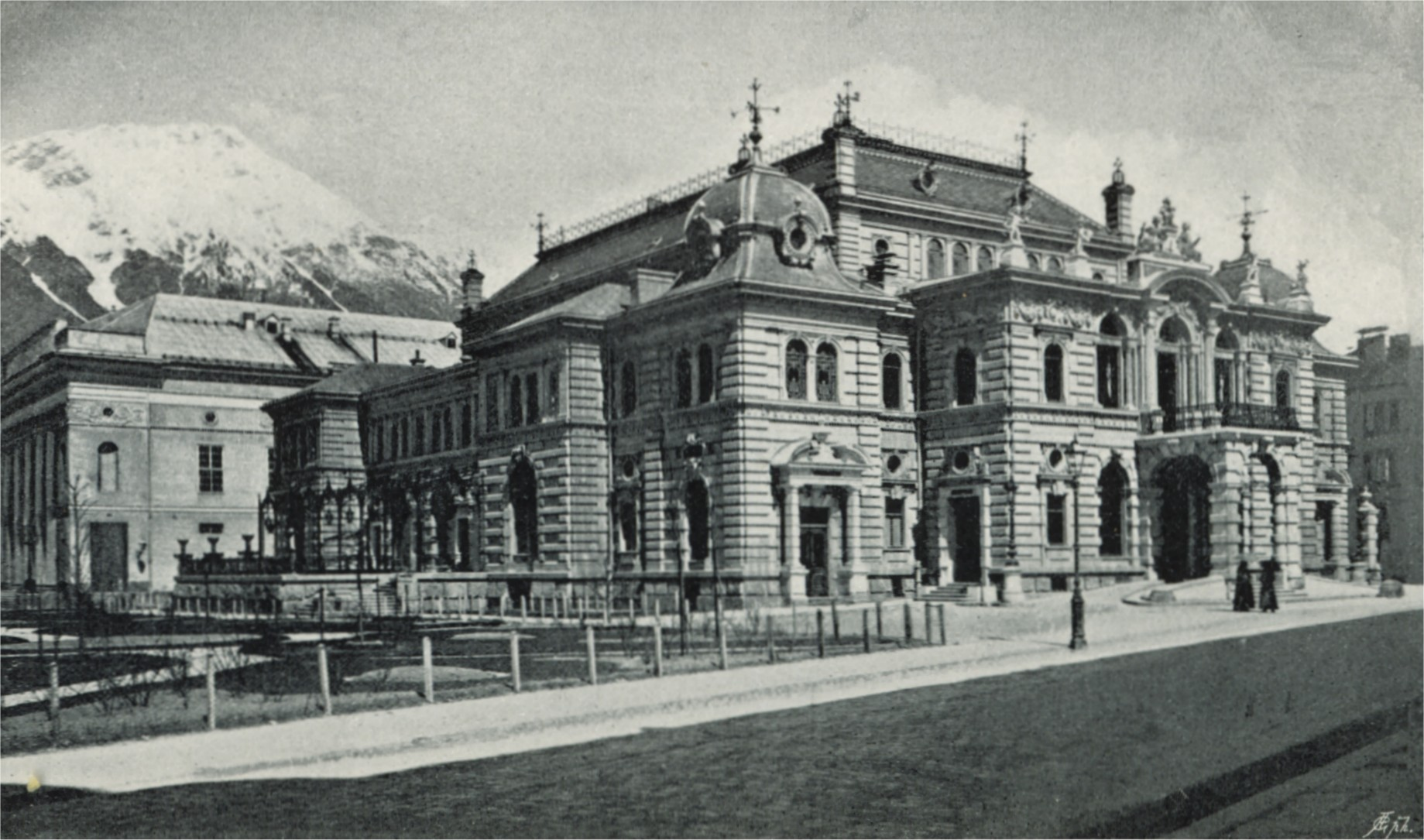
Noul Innsbrucker Stadttheater, în faţa Casineum-ului (Sala veche a oraşului, bombardată în 1945), ilustrată de la sfârşitul secolului al XIX-lea

## Compania artistică
Prin înființarea în 2005 a Tiroler Landestheater Innsbruck und Orchester GmbH Innsbruck a fost atins obiectivul politic de înființare a unui holding artistic al orașului. Repartizarea finanțării companiei între autoritățile orașului Innsbruck și cele ale landului Tirol a fost ajustată în favoarea orașului Innsbruck (55:45 - aceasta corespunde alocării unei sume de peste 700.000 € din finanțele orașului, în fiecare an).

## Premiere
- 1895 Franz Kranewitter Um Haus und Hof
- 1986 Felix Mitterer Kein schöner Land
- 1992 Elfriede Jelinek Präsident Abendwind
- 1996 Anton Ruppert Baumeister Solness
- 1996 Egon A. Prantl Terror
- 1996 Elfriede Jelinek Gustav Ernst
- 1996 Thomas Hürlimann Heinz. D. Heisl, Jubiläum, Jubiläum
- 1997 Kurt Lanthaler Heisse Hunde.Hot Dogs
- 1999 Felix Mitterer Tödliche Sünden
- 2002 Eduard Demetz Häftling von Mab
- 2003 Matthias Kessler Menschen Mörder
- 2003 Jochen Ulrich, Caravaggio (Malerportrait für Tanztheater)
- 2004 Akos Banlaky; Christof Dienz; Jury Everhartz; Gilbert Handler; Peter Planyavsky; Kurt Schwertsik; Wolfram Wagner 7 Operellen,
- 2005 René Freund Schluss mit André
- 2005 Lode Devos Dreamboy gesucht
- 2006 Akos Banlaky: Under Milk Wood,
- 2010 Lulu, das Musical